# Franz Josef Segesser von Brunegg
Franz Josef Segesser von Brunegg (* 13. März 1717 in Steinach SG; † 14. Juli 1792) war ein bayerischer Hofbeamter und Schlossbesitzer Schweizer Herkunft.

## Leben
Franz Josef Johann Melchior Sebastian, Freiherr Segesser von Brunegg, entstammte der deutschen Linie des Schweizer Ministerialengeschlechts Segesser von Brunegg. Er war ein Sohn des 1723 von Kaiser Karl VI. zum Freiherren erhobenen Kaspar Jakob Segesser von Brunegg, Herr zu Kärisholz und (seit 1717) Wartensee im Thurgau, und der Carolina Henriette geb. Freiin von Rauber zu Plankenstein. Geboren wurde er auf Schloss Kärisholz (Karrersholz) bei Steinach im Schweizer Kanton St. Gallen.
1726 wurde er Page der Pfalzgräfin Franziska Christine von Pfalz-Sulzbach, Äbtissin zu Thorn und Essen. 1732 erbte er gemäß Testament seiner Tante Maria Walburga Segesser, verwitwete Freifrau von Rosenbusch, Schloss und Herrschaft Notzing in Bayern. 1737 wurde er als eventueller Erbe des von Jost Ranutius Segesser errichteten Segesserschen Familienfideikommisses in Luzern und Mellingen AG eingesetzt, 1745
Erbschenk des Hochstifts Konstanz, nachdem sein Bruder Hans Kaspar wegen seines Eintritts in den Jesuitenorden 1731 auf das Amt verzichtet hatte.
1736 verkaufte er die thurgauischen Gerichtsherrschaften (Hefenhofen, Auenhofen, Moos), 1738 Kärisholz und 1757 Wartensee. 1745 wurde er kurbayerischer Kämmerer, 1750 Ritter des bayerischen St. Georgsordens, 1786 Komtur. 1751 wurde er durch den Bischof von Konstanz mit Eschingen an der Wutach belehnt. 1781 wird er als „ehemaliger“ kurpfälzischer Kämmerer bezeichnet.
Franz Josef von Segesser war dreimal verheiratet: 1741 mit seiner Cousine Maria Theresia Carolina Schmerowsky von Lidkowitz auf Mestiz, Tochter des Franz Wenzeslaus Schmerowsky von Lidkowitz und der Friederika Rauber, Freiin v. Plankenstein, einer Schwester seiner Mutter († 24. August 1744), 1747 mit Maria Anna Freiin von Thumb auf Neuburg und Aholming († um 1764), dann mit Katharina Elisabeth Cäcilia Reichsfreiin von Gumppenberg auf Bayerbach (20. Dezember 1770).
Der Sohn aus erster Ehe war der Freiherr Franz Christoph Segesser von Brunegg auf Notzing.